# Epicrates
Epicrates, ou jiboia arco-íris ou salamanta, é um gênero de Boa encontradas na América do Sul e na América Central. Possuem dentição áglifa e pertencem à família Boidae, que engloba as maiores serpentes do mundo . Anteriormente era reconhecido uma única espécie continental a Epicrates cenchria, que até então possuía nove subespécies. Em 2008, Paulo Passos e Ronaldo Fernandes publicaram um artigo revisando toda a espécie e reorganizaram as nove subespécies em cinco espécies, são elas: Epicrates alvarezi, E.assisi, E.crassus, E.cenchria e E.maurus.

## Distribuição e habitat
Encontrado na América Central baixa, passando pela América do Sul até o sul da Argentina.

## Espécies
Atualmente são reconhecida 5 especies pertencentes ao gênero Epicrates. Elas são:
- Epicrates alvarezi
- Epicrates assisi
- Epicrates cenchira
- Epicrates crassus
- Epicrates maurus